# Cadoc de Cornualles
Según William de Worcester, que escribió en el siglo XV, Cadoc (o Condor) fue un superviviente de la línea real de Cornualles que vivía en tiempos de la conquista normanda de Inglaterra en 1066 y fue nombrado como el primer Conde de Cornualles por Guillermo el conquistador.
Según la historia vernácula de Cornualles y las manumisiones de Bodmin, los descendientes de Cadoc vivían en las antiguas áreas de Pydar y Bodmin en Cornualles. Descendientes suyos incluían a Thomas Flamank, el abogado en Bodmin que, junto con Michael An Gof, dirigió la revuelta antiinglesa que marchó contra Londres en 1497 y fue condenado a muerte tras la derrota de la rebelión. Cuándo afrontaba su sentencia a muerte Thomas Flamank dijo: "Decid la Verdad y sólo entonces podréis ser libres de vuestras cadenas".
Cadoc era un descendiente del rey Doniert (Donyarth) de quién aún se encuentran inscripciones en piedra en el sureste de Cornualles.
- Datos: Q5016562